# Котляревський Іван Арсенійович
Іва́н Арсе́нійович Котляре́вський (нар. 7 листопада 1941, Ташкент — пом. 13 червня 2007, Київ) — український музикознавець й педагог, доктор мистецтвознавства (1985), професор (1986), член-кореспондент АМУ (1997). Заслужений діяч науки і техніки України (1993), член НСКУ (1991).

## Життєпис
Син Арсенія Котляревського та Віри Бакєєвої.
1960 року закінчив Львівську консерваторію, клас валторни, 1966 — Новосибірську консерваторію (клас теорії музики Ю. Кона), де від того часу й викладав.
Від 1968 року — у Національній музичній академії України. Протягом 1984–1995 років — проректор з наукової роботи, водночас від 1992-го — завідувач кафедри теорії музики.
З його ініціативи в академії відкрито інформаційно-обчислювальний центр, науково-творчу лабораторію з українського фольклору, кабінет українського музикознавства.
Активно займався дослідженнями, пропагував і популяризував вітчизняну та світову музичну спадщину й сучасних українських та зарубіжних композиторів.
Створив власний напрям у науковому музикознавстві. Брав участь у виготовленні та реконструюванні органів у Києві, Москві, Новосибірську, Черкасах.
Напрями наукових досліджень: історія музичного виконавства, музична освіта, теорія музики.
Серед учнів — Марина Денисенко, Віталій Іванченко, Борис Верещагін, І. Ігнатченко, Ірина Коханик, О. Маркова, Тетяна Мартинюк, Олена Рощенко, Олександра Самойленко, Віра Григорівна Сумарокова, Л. В. Шаповалова.
Батько Олени Котляревської.
Серед робіт:
- «Діатоніка і хроматика як категорії музичного мислення», 1971
- «Музично-теоретичні системи європейського мистецтвознавства», 1983
- «До питання про понятійність музичного мишлення», 1989
- «Музично-теоретична україністика», 1998
- «Парадигматичні аспекти розвитку понятійного апарату музикознавства», 2000
- «Пріоритетність як фактор розвитку музикознавства», 2002
- «Константи теоретичного музикознавства: історія і еволюція», 2004
- «Загальні основи науково-дослідної роботи», 2008.